# Сельская честь
«Се́льская честь» (итал. Cavalleria rusticana; устаревший перевод «Дереве́нское ры́царство») — одноактная опера Пьетро Масканьи, созданная в 1890 году по новелле Дж. Верги «Сельская честь». Премьера оперы состоялась 17 мая 1890 года в римском театре Костанци.
«Сельская честь» — первое и одно из наиболее известных произведений веризма. Благодаря умеренной длине часто исполняется театрами в один вечер с другой веристской оперой — «Паяцами» Р. Леонкавалло (1892). Оба произведения насыщены страстями, ревностью и фатализмом.

## История создания
«Сельская честь» написана Масканьи для конкурса одноактных опер, объявленного в Милане издателем Эдоардо Сонцоньо в 1888 году. Участвовать в конкурсе могли начинающие итальянские композиторы, чьи произведения ещё никогда не ставились на сцене. Три оперы-победительницы должны были быть поставлены в Риме за счёт организатора конкурса.
Довольно поздно узнав о конкурсе, Масканьи обратился за помощью к своему другу, поэту Джованни Тарджони-Тоццетти, который решил позаимствовать сюжет либретто из новеллы Джованни Верги, опубликованной в 1880 году и к тому времени уже с успехом инсценированной (главную роль в спектакле играла Элеонора Дузе). В переработке сюжета для оперы участвовал также Гвидо Менаши. Вначале было сочинено либретто из двух актов, но впоследствии оно было сокращено, как этого требовали условия конкурса. Однако опера всё равно разбивается на две части симфоническим интермеццо — одним из наиболее популярных её фрагментов.
«Сельская честь» была заявлена на конкурс в последний день и стала одной из 73 его участниц (среди прочих, на конкурс была заявлена ещё одна опера по той же новелле Верги — «Злая Пасха!» Станислао Гастальдона, — но она была снята самим автором). В марте 1890 года жюри объявило победителями оперы «Лабилия» Никколы Спинелли, «Руделло» Винченцо Феррони и оперу Масканьи.

## Сюжет и действующие лица
Действие разворачивается в сицилийской деревне в первый день праздника Пасхи, что позволяет композитору создать контрастирующий фон беззаботного настроения гуляющего народа для мрачных страстей главных действующих лиц. Характеры героев выписаны в либретто живо и сценично.

Туридду, молодой крестьянин, возвращается из армии и узнаёт, что его возлюбленная Лола вышла замуж за богатого возчика Альфио. В отместку Туридду заводит роман с Сантуццей, однако вскоре вновь увлекается Лолой. Сантуцца страдает от предательства и в отчаянии рассказывает Альфио о неверности жены. Оскорблённый Альфио вызывает Туридду на дуэль. Туридду прощается с матерью Лучией и уходит. В финале слышен крик: «Убили Туридду!» — и толпа в ужасе реагирует на трагедию. 

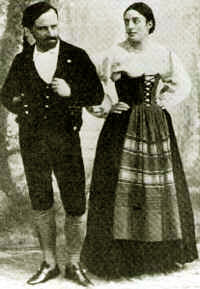
Роберто Станьо и Джемма Беллинчони на премьере оперы

| Партия                                                 | Голос                     | Исполнитель на премьере, 17 мая 1890 года. Дирижёр: Леопольдо Муньоне |
| ------------------------------------------------------ | ------------------------- | --------------------------------------------------------------------- |
| Сантуцца, девушка-крестьянка                           | сопрано или меццо-сопрано | Джемма Беллинчони                                                     |
| Туридду, сельский парень, недавно вернувшийся из армии | тенор                     | Роберто Станьо                                                        |
| Альфио, сельский возница                               | баритон                   | Гауденцио Саласса                                                     |
| Лола, жена Альфио                                      | меццо-сопрано             | Аннетта Гули                                                          |
| Лючия, мать Туридду                                    | контральто                | Федерика Казали                                                       |
| Крестьяне и крестьянки                                 |                           |                                                                       |

## История постановок
Впервые «Сельская честь» была представлена публике в Риме 17 мая 1890 года и имела большой успех. В том же году премьеры оперы проходят в ряде городов Италии и в Берлине.
Первая постановка в Великобритании состоялась 19 октября 1891 года (театр Шафтсбери, Лондон), а 16 мая 1892 года «Сельская честь» представлена в «Ковент Гарден»
В США опера впервые поставлена в 1891 году в Филадельфии (9 сентября), а затем почти сразу в Чикаго (30 сентября, постановка Минни Хаук) и Нью-Йорке (1 октября). В «Метрополитен Опера» «Сельская честь» выдержала более 650 представлений, первое из которых состоялось 30 декабря 1891 года.
Опера принесла и Масканьи, и автору литературной основы Верге небывалый по тем временам доход со сборов, как писал в 1893 году журнал «Артист», ссылаясь на берлинскую прессу.
В фильме-опере «Сельская честь» Ф. Дзеффирелли (1982) партии исполнили Елена Образцова, Пласидо Доминго, Ренато Брузон.

### Постановки в России

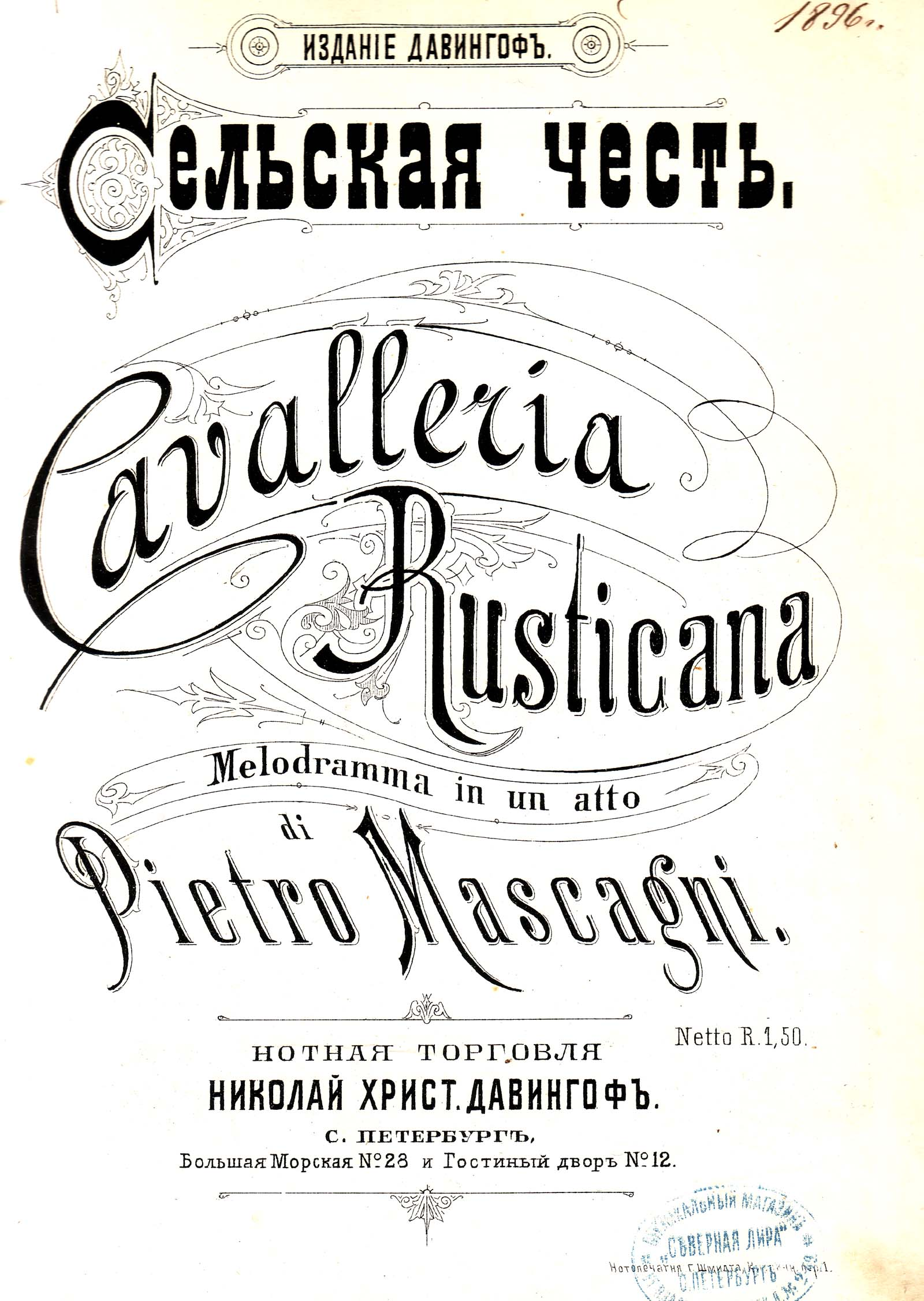
Российское издание партитуры (1896)

Первая постановка в России была осуществлена в 1891 году в Москве (итальянской труппой) и Екатеринбурге (Музыкальным кружком).
На профессиональной русской сцене «Сельская честь» появилась в 1892 году в Казани (антреприза В. Петровского) и в Москве (театр Шелапутина).
В 1891 году шла в Киеве (оперное товарищество И. Прянишникова) с участием И. Тартакова, М. Лубковской.
Впервые представлена в Мариинском театре 18 января 1893 года: партии исполняли Медея и Николай Фигнеры, М. Славина, А. Чернов, дирижировал Э. Направник. Также неоднократно ставилась в Большом театре. Положительный отзыв об опере оставил П. И. Чайковский.
В 2001—2013 годах «Сельская честь» шла в театре «Новая опера». 25 января 2008 года в Михайловском театре состоялась премьера оперы в постановке Лилианы Кавани. В 2020 году оперу поставил Мариинский театр, главные партии в премьерный вечер исполнили Екатерина Семенчук, Юсиф Эйвазов и Роман Бурденко под руководством Валерия Гергиева.

## Влияние
Создавая своих «Паяцев», которые были закончены через два года после премьерного триумфа «Сельской чести», Руджеро Леонкавалло сознательно воспроизвёл главные «составляющие успеха» оперы Масканьи, написав компактную оперу с «доходчивой» (по выражению А. Гозенпуда) музыкой на реалистичный сюжет, завершающийся кровавой развязкой из-за драмы ревности. Леонкавалло был вынужден пойти на это, убедившись, что следование собственным художественным принципам не позволяет ему заинтересовать ни публику, ни импресарио. А «Паяцев» тот же издатель Сонцоньо принял к постановке сразу же, как ознакомился с либретто. Премьера «Паяцев» в 1892 году тоже была восторженно принята публикой, и опера тоже немедленно стала переноситься на основные сцены мира. Впрочем, несмотря на то, что одно- или двухактные оперы были на пике востребованности, для «заполнения» вечера в театре они по-прежнему были слишком коротки, и дополнялись каким-либо представлением в другом отделении. Первым выявленным исследователями случаем, когда «Сельская честь» и «Паяцы» прошли в один вечер, было представление в театре «Политеама Россетти» в Триесте 9 апреля 1893 года, а после того, как и влиятельная Метрополитен-опера последовала примеру (нелюбители длинных слов могли отзываться об этом мероприятии как о Cav / Pag в Мет), показ двух связанных и стилем, и историей своего происхождения опер вместе стал обычной практикой. 
Были, разумеется, и другие композиторы, желающие так или иначе пойти по стопам Масканьи. В нескольких появившихся к 1893 году операх даже прослеживалась дальнейшая судьба персонажей «Сельской чести» — так, в «Сантуцце» Э. Фрайхольда участвуют юные дочь Лолы и сын Сантуццы, а в финале Сантуцца убивает Альфио и умирает сама. В 1902 году в Бразилии состоялась премьера оперы М. Фуртаду, титульный герой которой Сандро — брат покойного Туридду.

## Аллюзии
- В честь персонажа оперы по имени Лола назван астероид (463) Лола, открытый в 1900 году.
- В фильме «Крестный отец 3» сын Майкла Корлеоне, Энтони, поёт именно в этой опере, что не случайно: оба произведения строятся вокруг сицилийского кодекса чести, где измена и предательство неизбежно ведут к кровавой мести.
- Интермеццо из оперы Масканьи звучит как в конце этого фильма, так и в (начальных и финальных) титрах фильма Мартина Скорсезе «Бешеный бык».